# Meriania purpurea
Meriania purpurea là một loài thực vật có hoa trong họ Mua. Loài này được (Sw.) Sw. mô tả khoa học đầu tiên năm 1798.